# 海头镇 (儋州市)
海头镇，是中华人民共和国海南省儋州市下辖的一个乡镇级行政单位。
海头镇所辖面积126平方公里，共有52个自然村，总人口33649人，非农业人口8219人，占本镇人口的24.4%.全镇现有耕地面积50229亩，土地肥沃。境内有积水量2503万立方米红洋河水库，农业发展条件比较优越。

## 历史沿革
1819年（清嘉庆二十四年），属儋州德庆里。1932年（民国21年），海头为儋县第六区区公所驻地。解放初期，海头镇属第三区区公所驻地（那历村）。1957年撤区并乡称海头乡。1958年成立海头人民公社。1983年取消公社体制，改为海头区；1987年春恢复为海头镇，镇政府仍驻那历新街。

## 地理
位于本市西南部的珠碧江畔，西面濒临北部湾，为天然港口。地理坐标为北纬19°38′、东经109°09′。距市中心那大镇79公里，地处丘陵地带，平均海拔35米。属热带季风气候，年平均降雨量1427.9毫米。年平均气温23.4℃，一月份平均气温17℃，七月份平均气温28.1℃。

## 行政区划
海头镇下辖以下地区：
港口社区、南港社区、新市社区、德立社区、那历村、珠江村、加乐村、岛村、七柏榔村、红坎村、岭地村、新洋村、洋家东村和红洋村。

## 交通
- 海南西环高速铁路：海头站

## 经济文化
种植农作物主要有水稻、番薯、甘蔗和西瓜籽。有当地民谣“新洋米，旧洋薯，珠江甘蔗，海头鱼”（新洋、旧洋和珠江都是海头镇的自然村）。该镇海岸线长30公里，港外即北部湾渔场，每年春夏为捕渔旺季，海南、广东和广西等省的渔船密集港口，桅杆林立，百舸争流，颇为壮观。该镇海产品主要有马鲛鱼、鲳鱼、石斑鱼、门鳝鳔、鱿鱼、墨鱼、红鱼、对虾和螃蟹等，畅销岛内外。1990年有机动渔船320艘，共1971吨位，7375匹马力。全镇有中学1所，在校学生1255人，教职工56人；小学31所，在校学生4470人，教职工160余人；全镇有卫生院1间，医疗所18个。